# پایگاه هوایی دولیار
پایگاه هوایی دولیار (به انگلیسی: Dollyar Air Base) یک فرودگاه نظامی است که یک باند فرود بتن دارد و طول باند آن ۲۴۹۴ متر است. این فرودگاه در کشور جمهوری آذربایجان قرار دارد و در ارتفاع ۳۳۵ متری از سطح دریا واقع شده‌است.